# Elena Runggaldier
Pour les articles homonymes, voir Runggaldier.
Elena Runggaldier, née le 10 juillet 1990 à Bolzano, est une sauteuse à ski italienne ; son club est le « G.S. Fiamme Gialle ». Elle fait partie des sauteuses les plus titrées du monde, en ayant remporté le bronze en 2006, l'argent en 2008, puis l'or en 2010 aux championnats du monde junior, et la médaille d'argent du championnat du monde d'Oslo en 2011, qui est la toute première médaille mondiale du saut à ski italien.

## Biographie
Elena Runggaldier est issue d'une famille marquée par le ski nordique : elle a elle-même pratiqué le ski de fond avant de se consacrer au saut à ski, son grand frère Benjamin Runggaldier est entraîneur de saut à ski du Ski Club Gardena Raiffeisen, son petit frère Mattia Runggaldier pratique le combiné nordique en compétition avec succès, et sa petite sœur Anna a également pratiqué le saut à ski. Elle pratique également le télémark et le ski de fond de loisir.
Son parcours scolaire s'est terminé avec l'obtention d'un diplôme de commerce à Ortisei. Elle a ensuite accédé au statut de sportive professionnelle, en intégrant l'équipe sportive de la Guardia di Finanza.
Depuis 2013, elle est en relation avec le skieur français, spécialiste du combiné nordique, François Braud. Ils se marient en septembre 2020, quelques mois après la retraite sportive d'Elena Runggaldier.

## Parcours sportif
Elena Runggaldier commence sa carrière internationale le 13 août 2003 en prenant part à une compétition FIS à Bischofshofen qu'elle termine à la 38e place ; elle a alors 13 ans. Elle participe ensuite à quelques autres compétitions FIS l'hiver suivant, puis au cours de l'été 2004, avec comme meilleur résultat une place de 12e à Klingenthal le 10 août 2004.

### Coupe continentale
Elle prend part aux compétitions de Coupe continentale dès le premier hiver le 16 janvier 2005 à Planica, où elle prend la 23e place. Elena Runggaldier termine cette première saison à la 19e place sur 54 sauteuses engagées.
La meilleure performance d'Elena Runggaldier est une victoire le 1er octobre 2010 à Liberec, où elle profite de l'absence des deux premières au classement, Daniela Iraschko assurée du titre, et Coline Mattel qui abrège sa saison pour cause d'études scolaires.
La saison d'hiver 2010-2011 réussit également à Elena Runggaldier, elle y obtient deux places de troisième à Notodden le 17 décembre 2010, et à Zakopane le 13 février 2011, et termine 12e du classement final, ce qui constitue son meilleur classement.
De 2005 à 2011, elle a pris part à 101 épreuves de coupe continentale.

### Coupe du monde
Elena Runggaldier participe à la Coupe du monde dès l'épreuve inaugurale le 3 décembre 2011 à Lillehammer où elle prend la 24e place. À Hinterzarten le 7 janvier 2012, elle prend la 25e place d'un concours réduit à une seule manche pour causes de conditions de vent difficiles, puis le lendemain, elle se place 22e. Le 14 janvier à Predazzo, elle échoue à se qualifier pour le deuxième saut et termine 32e ; idem le lendemain avec la 35e place ; elle occupe alors la 32e place du classement provisoire. Le 23 novembre 2012, elle termine sur le podium de la compétition par équipes de Lillehammer. En février 2013, elle obtient son meilleur résultat individuel avec une cinquième place sur le tremplin de Sapporo. Un mois plus tard, elle est encore cinquième à Oslo.
Lors de la saison 2015-2016, elle enregistre son meilleur classement général avec le seizième rang, marquant des points à chacune de ses sorties.

### Universiades
Elena Runggaldier gagne le concours de l'Universiade d'hiver 2011 le 28 janvier à Erzurum.

### Championnats du monde junior

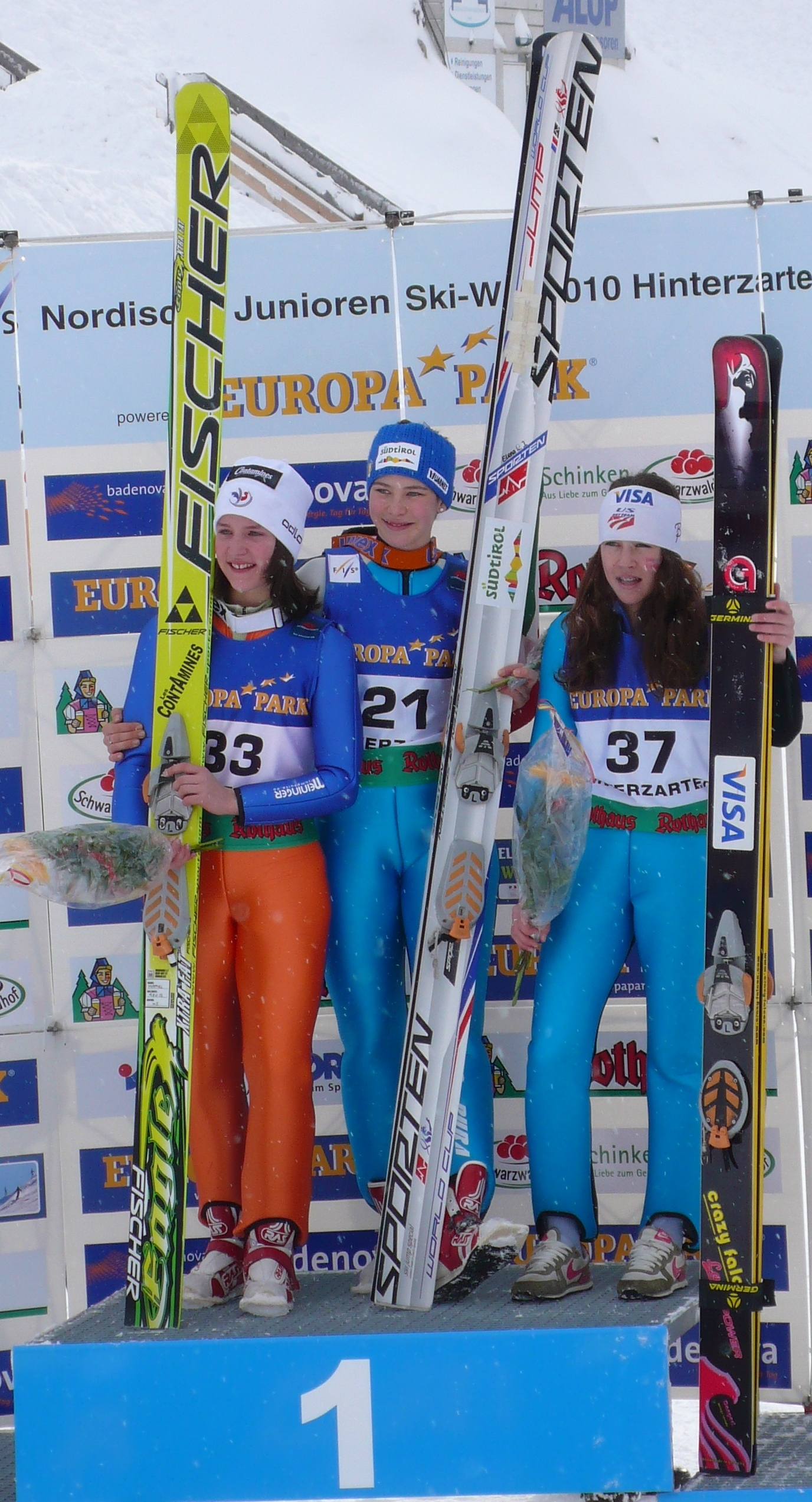
Elena Runggaldier championne du monde junior 2010, devant Coline Mattel et Sarah Hendrickson.

Elena Runggaldier participe aux championnats du monde junior féminin dès leur création en 2006 à Kranj : elle s'inscrit dès cette date dans l'histoire du saut féminin en prenant la médaille de bronze. Lors d'un concours dominé par Juliane Seyfarth, Runggaldier remonte de la 7e place obtenue à la première manche, à la troisième place, grâce au deuxième meilleur saut de la deuxième manche, devant Roberta D'Agostina (5e), Lisa Demetz (4e) et Atsuko Tanaka qui prend l'argent.
Après une place de 9e à Tarvisio en 2007, Elena Runggaldier gagne en 2008 une nouvelle médaille, d'argent cette fois, à Zakopane derrière Jacqueline Seifriedsberger, et devant Katja Požun qui la devançait à la première manche.
À Štrbské Pleso en 2009, Elena Runggaldier ne prend que la 13e place ; elle renoue avec le podium en 2009 à Hinterzarten où elle est sacrée championne du monde junior lors de sa dernière année dans cette catégorie ; elle est suivie par Coline Mattel et Sarah Hendrickson. C'est la première fois que les trois médailles de bronze, argent et or sont réunies par un même sauteur depuis l'origine des championnats du monde junior de saut à ski masculin en 1979 : Coline Mattel fait de même l'année suivante, en trois années consécutives pour sa part.

### Championnats du monde
Elena Runggaldier participe au premier concours féminin des championnats du monde de ski nordique en 2009, mais rate son concours, avec une 32e place à la première manche qui ne lui permet pas de sauter lors de la deuxième manche.
Le 25 février 2011, à La Mecque du ski nordique qu'est Oslo,, lors d'un concours difficile en raison du vent et du brouillard au cours duquel des sauteuses précédemment titrées telles que Juliane Seyfarth, Jacqueline Seifriedsberger ou Lindsey Van ne se qualifient pas pour le deuxième saut, Elena Runggaldier prend la 2e place de la première manche derrière Daniela Iraschko qui obtient l'or ; elle réalise le 4e saut lors de la deuxième manche, ce qui est suffisant pour s'attribuer la médaille d'argent, en résistant à la remontée de Coline Mattel (5e de la première manche) qui prend le bronze. Grâce à cette médaille d'argent, Elena Runggaldier entre dans l'histoire du sport italien en gagnant la toute première médaille de l'histoire du saut à ski italien.
Au total, elle compte six participations aux Championnats du monde, jusqu'à sa dernière en 2019.

### Jeux olympiques
En 2014, elle prend part au premier concours féminin de saut à ski et se classe avant-dernière (29e).
En 2018, elle est 33e de la première manche et ne se qualifie pas pour la deuxième manche.

## Palmarès

### Jeux olympiques
| Épreuve / Édition | Sotchi 2014 | Pyeongchang 2018 |
| Indivduel         | 29e         | 33e              |

### Championnats du monde
| Épreuve / Édition  | Liberec 2009                     | Oslo 2011                        | Val di Fiemme 2013               | Falun 2015                       | Lahti 2017                       | Seefeld 2019 |
| Individuel         | 32e                              | Argent                           | 10e                              | 30e                              | 18e                              | 27e          |
| Par équipes mixtes | Épreuve inexistante à cette date | Épreuve inexistante à cette date | 7e                               | 9e                               | 7e                               | 8e           |
| Par équipes        | Épreuve inexistante à cette date | Épreuve inexistante à cette date | Épreuve inexistante à cette date | Épreuve inexistante à cette date | Épreuve inexistante à cette date | 8e           |

### Coupe du monde
Son meilleur classement général est 16e en 2016.
Elle compte un podium par équipes.
Son meilleur résultat individuel est cinquième à deux reprises.

#### Classements généraux annuels
| Année | Rang |
| 2012  | 31e  |
| 2013  | 20e  |
| 2014  | 27e  |
| 2015  | 37e  |
| 2016  | 16e  |
| 2017  | 21e  |
| 2018  | 35e  |
| 2019  | 23e  |
| 2020  | 34e  |

### Championnats du monde junior
| Épreuve / Édition | Kranj 2006 | Tarvisio 2007 | Zakopane 2008 | Štrbské Pleso 2009 | Hinterzarten 2010 |
| Individuel        | Bronze     | 9e            | Argent        | 13e                | Or                |

### Coupe continentale
- Meilleurs résultats :
  - hiver, deux fois troisième :
    - 3e au concours de Notodden le 17 décembre 2010 ;
    - 3e au concours de Zakopane le 13 février 2011.

  - été, une victoire :
    - 1re au concours de Liberec le 1er octobre 2010 ;
- Meilleur classement : 12e de la saison hivernale 2010-2011[23].

## Photos

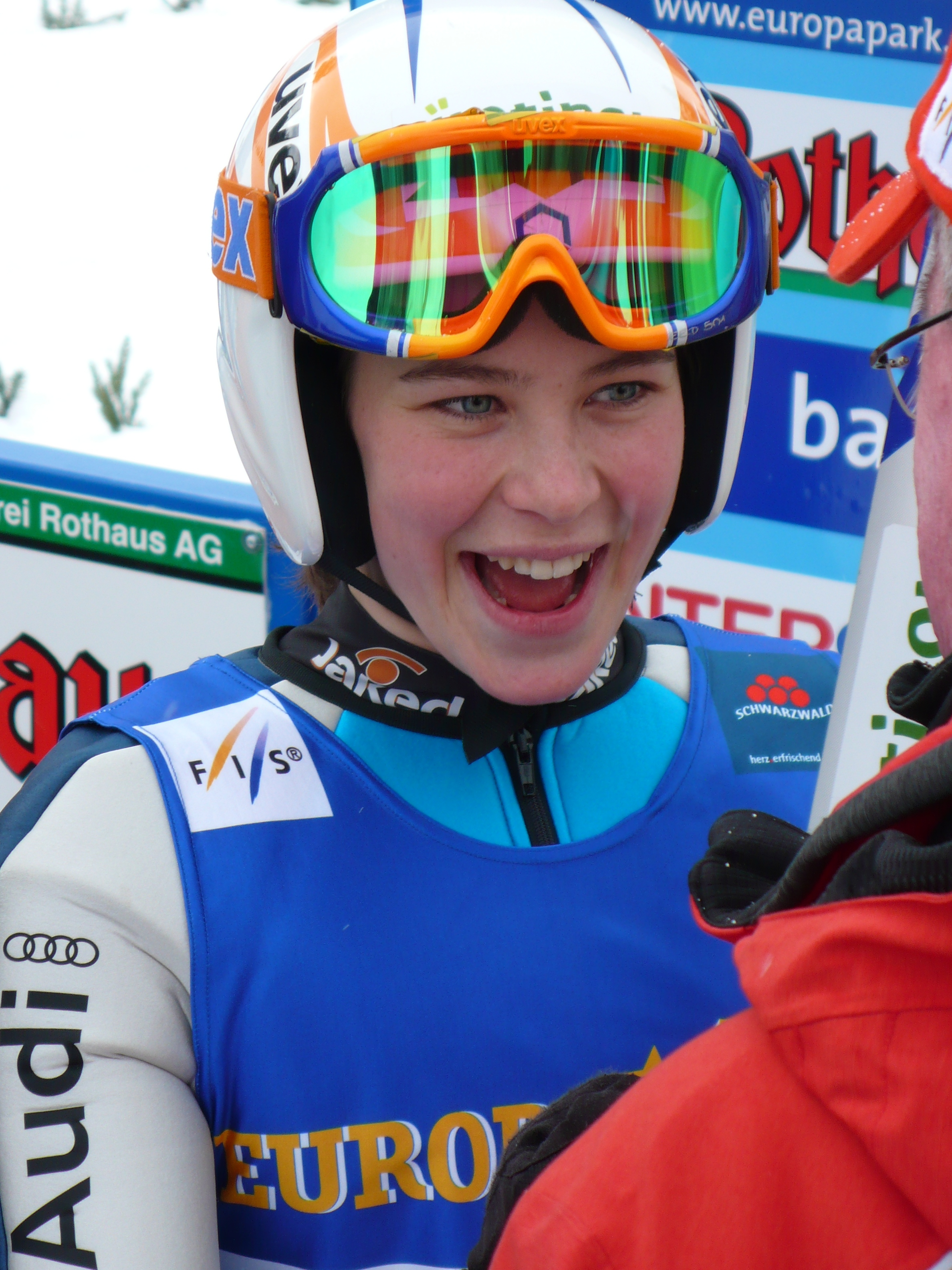
Elena Runggaldier, championne du monde junior 2010.
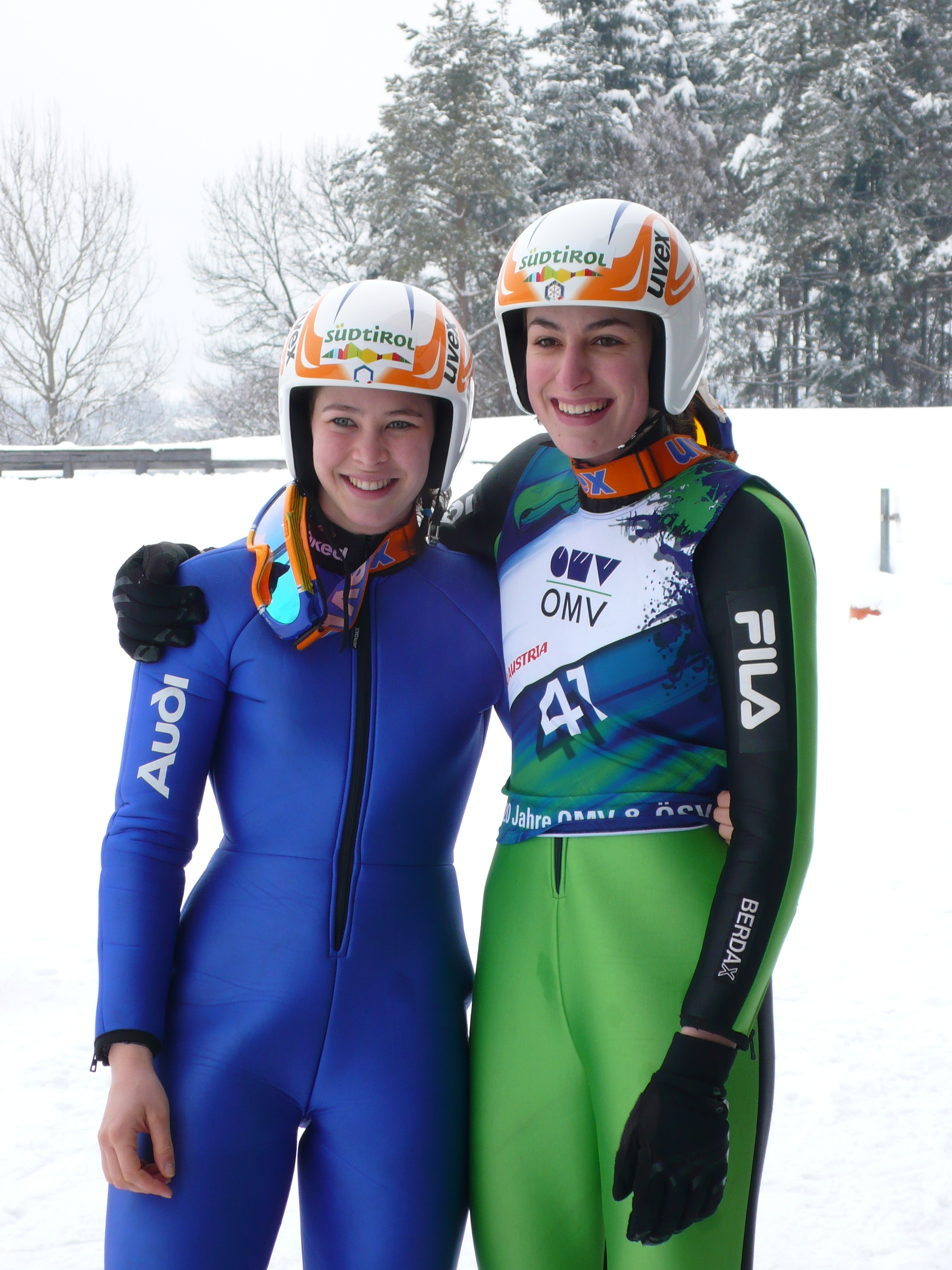
Elena Runggaldier avec sa équipière Evelyn Insam en 2010.